# Спілка художників Литви
Спілка художників Литви (лит. Lietuvos dailininkų sąjunga) — творча громадська організація, добровільне об'єднання професійних художників і мистецтвознавців, метою створення та діяльності якого є заохочення і пропагування творчості своїх членів, захисту їхнього авторського права, а також підтримка та проведення мистецьких проектів і заходів й активна участь у них.

## Історія

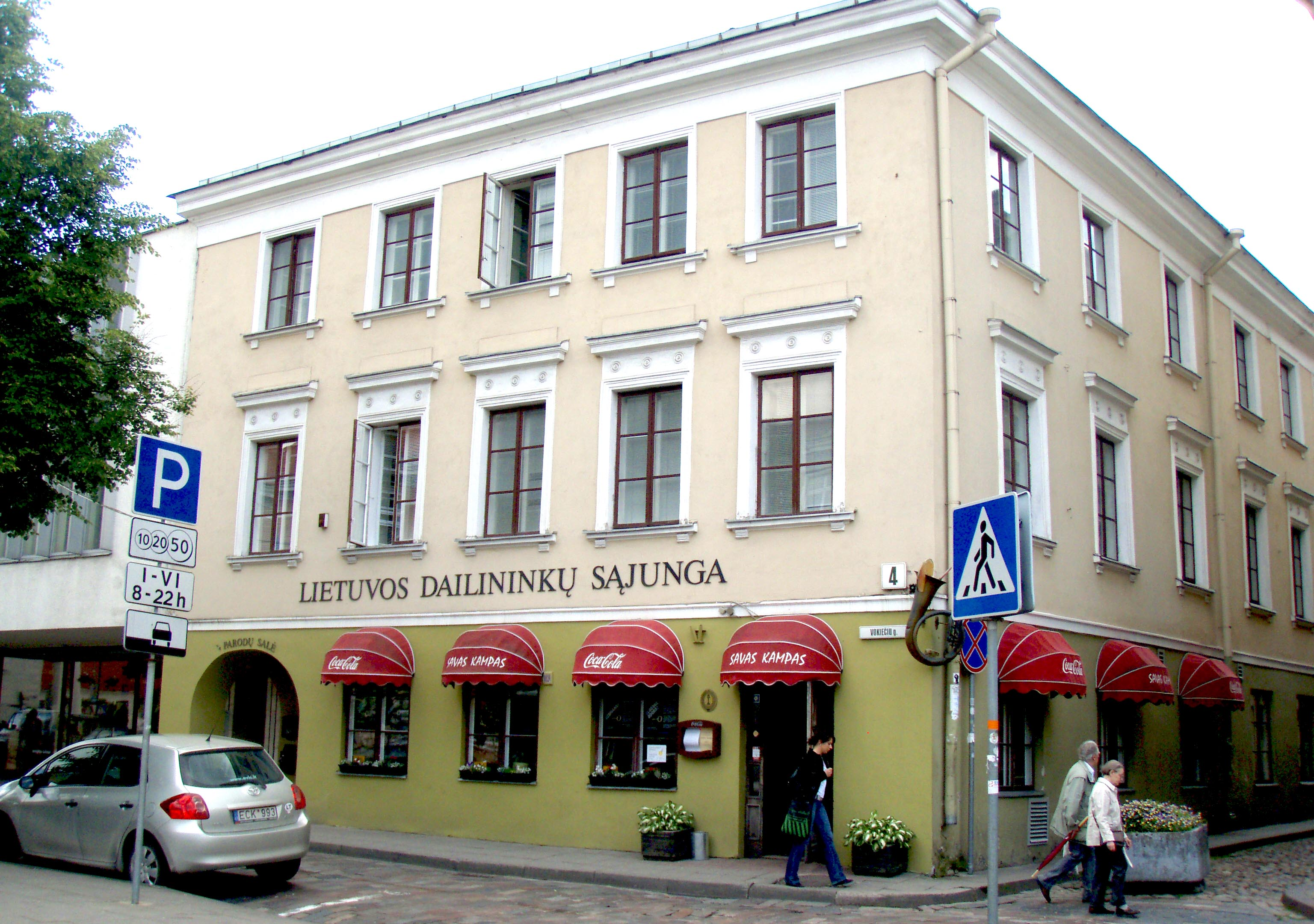
Офіс Спілки художників Литви (Вільнюс, вулиця Вокечю, 4)

Спілка художників Литви заснована в 1935 році в Каунасі. У 1938 році до неї приєдналося Товариство художників Литви (Lietuvos dailininkų draugija). У 1940-1941 роках Спілка художників Литви називалася Професійною спілкою художників Литви, в 1941-1944 роках — Спілкою художників Литви, в 1944-1989 — Союзом художників Литовської РСР; з 1989 року — повернено початкову назву — Спілка художників Литви.
У 1941—1944 роках при Спілці художників СРСР в Москві діяло бюро Спілки художників Литовської РСР, пізніше приєднане до Спілки художників Литовської РСР. У 1944—1989 роках Союзу художників Литви належав Художній фонд Литви.

## Структура
У складі Союзу художників Литви діють секції графіки, скульптури, живопису, текстилю, сценографії, мистецтвознавства, прикладних мистецтв та монументальних мистецтв. Є чотири територіальних відділення (Каунас, Шяуляй, Паневежис, Клайпеда).
Кожні чотири роки скликаються конференції-з'їзди, на яких затверджується рада Спілки художників Литви і обирається голова. У 2008 році Союз об'єднував 1310 членів, на даний час — 1440 осіб.

## Діяльність
Спілці художників Литви належать сім галерей — у Вільнюсі („Arka“, з 1990 року; „Šv. Jono gatvės galerija“, з 1991 року; „Dailininkų sąjugos galerija“, з 1993 року; „Kairė-Dešinė“, з 1995 року), в Паневежисі („Galerija XX“, з 1993 року), в Каунасі («Парк мистецтва»; „Meno parkas“, з 1997 року), у Клайпеді („Klaipėdos galerija“, з 1998 року).
При Спілці художників Литви з 1997 року діє видавництво, яке до 2002 року називалося Центром художнього друку та інформації („Dailės leidybos ir informacijos centras“), з 2003 року — видавництво „Artserija“. Видавництво випускає альбоми, серію книг, присвячених сучасним художникам Литви („Šiuolaikiniai Lietuvos dailininkai“), журнал „Dailė“ («Мистецтво»).
При Спілці художників Литви працюють творчі підрозділи — Центр скульптури і вітражу Спілки художників, ЗАТ „Vilniaus dailė“, Вільнюський центр графіки, „Vilniaus grafikos meno centras“, а також Дім художника в Паланзі.
Спілка художників Литви є членом заснованої ЮНЕСКО Міжнародної асоціації образотворчих мистецтв (International Arts Association; IAA), Європейської ради художників (European Council of Artists; ECA), Асоціації творців мистецтва Литви (Lietuvos meno kūrėjų asociacija; LMKA). Секція прикладних мистецтв входить до складу Всесвітньої ради прикладних мистецтв (World Crafts Council).

## Керівництво
- Юстінас Веножінскіс (1935—1936),
- Вікторас Візгірда (1936—1938),
- Адомас Сметона (1938—1940),
- Антанас Жмуйдзінавічюс (1940),
- Мечисловас Булака, Стяпас Жукас (1940—1941),
- Адальбертас Станейка (1942—1944),
- Люда Вайнейкіте (1944—1956),
- Вітаутас Мацкявічюс (1956—198),
- Йонас Кузмінскіс (1958—1982),
- Константінас Боґданас (1982—1987),
- Бронюс Леонавічюс (1987—1992),
- Альгімантас Бігузас (1992—1994),
- Гвідас Раудонюс (1994—1998),
- Вацловас Крутініс (1998—2008),
- Егеніюс Налевайка (2008—2012),
- Едіта Утарене (з 2012 року)[4].